# Heinrich I. von Lebus
Heinrich (lateinisch Henricus episcopus Lubucensis; † nach 1244) war Bischof von Lebus von 1233 bis 1244.

## Leben
Heinrich kam nach eigenen Angaben 1233 in das Amt des Bischofs von Lebus. Von 1235 ist die erste urkundliche Erwähnung seiner Person erhalten.
Heinrich urkundete vor allem für die Templer in Zielenzig, Lietzen und Quartschen, wobei er ihnen die Zehnten für deren Besitzungen erließ. 1243 wurde er einmal am Hof von Herzog Heinrich II. von Schlesien in Breslau genannt.
In seiner Amtszeit wurde eine neue Kirche des Domstifts erbaut. Heinrich von Lebus wurde letztmals im Jahre 1244 erwähnt.